# La saga de la sangre
La saga de la sangre es una serie de novelas de suspense sobrenatural, escritas entre 1991 y 1997 por la escritora canadiense Tanya Huff. Cada una de las novelas presenta un misterio relacionado con algún tipo de criatura sobrenatural. Los protagonistas son la detective Vicki Nelson y el vampiro Henry Fitzroy.
En España han sido publicadas por la editorial La Factoría (2000-2002).

## Novelas

### El precio de la sangre
Título original: Blood Price
ISBN: 84-8421-269-6
La primera de las novelas comienza con una serie de asesinatos en Toronto. La detective Vicki Nelson, antigua agente de homicidios, presencia el primero de una serie de ataques que parecen cometidos de forma sobrenatural mediante algún tipo de magia. Vicki se involucra en la investigación, lo que la lleva a retomar su tormentosa relación con el policía Mike Cellucci, y a asociarse de forma inesperada con Henry Fitzroy, un vampiro que vive en la ciudad bajo la identidad de un escritor de novela rosa. Por su parte, Henry está interesado en descubrir quién es el asesino porque las muertes están provocando rumores sobre la existencia de vampiros y una histeria paranoica que podría terminar amenazándole.

### El rastro de la sangre
Título original: Blood Trail
ISBN: 84-8421-270-X
Durante años una familia de hombres lobo ha coexistido pacíficamente con los humanos en Canadá, pero de repente uno de sus miembros resulta asesinado en su granja de Londres, Ontario y alguien ha descubierto su secreto y parece dispuesto a matarlos a todos.
Los hombres lobo recurren a la ayuda del vampiro Henry Fitzroy, que reside en Toronto, y éste pide ayuda a su amiga, la investigadora privada Vicki Nelson. Henry y Vicki han trabajado juntos con éxito y viajan hasta la granja de los hombres lobo para ayudarles.

### El linaje de la sangre
Título original: Blood Lines
ISBN: 84-8421-408-7
Un antiguo sacerdote del dios Set ha dormido durante tiempo incontable en un sarcófago, que va a parar al departamento de egiptología del Royal Ontario Museum de Toronto, donde los sellos y hechizos que lo aprisionaban son retirados. Tras ser liberado, el sacerdote se apresura a hacerse con las mentes y almas de los habitantes de la ciudad para restaurar el culto a su dios.
La llegada del antiguo inmortal egipcio no pasa desapercibida para Henry Fitzroy, quien comienza a soñar con el sol debido a su presencia en la ciudad. Temiendo por su cordura, Henry pide ayuda a la investigadora Vicki Nelson.

### El pacto de la sangre
Título original: Blood pact
ISBN: 84-8421-271-8
La investigadora privada Vicki Nelson recibe una llamada en la que la informan de que su madre Marjory ha muerto a causa de un ataque cardíaco. Pero lo que comienza como una tragedia personal se complica cuando el cuerpo de Marjory Nelson desaparece misteriosamente de la funeraria. Vicki, el vampiro Henry Fitzroy y el sargento Mike Cellucci comprenden que existen varias irregularidades tras el fallecimiento de la señora Nelson, y deciden investigar en el Departamento de Ciencias de la Vida de la Queen’s University.

### La deuda de la sangre
Título original: Blood Debt
ISBN: 84-8421-650-0
El vampiro Henry Fitzroy se despierta con el crepúsculo y descubre que un fantasma ha invadido su refugio, lo que da comienzo a un peligroso juego nocturno. A Henry se le permite formular una pregunta a su misterioso visitante. Si la respuesta es no, alguien (inocente y desprevenido) muere. Pronto resulta evidente para Henry que lo que quiere este espectros (y los otros que con el tiempo se le unen) es vengarse de los responsables de su muerte.
Henry no puede dar con el origen de los asesinatos por sí solo, y no puede desoír a sus indeseados visitantes, por lo que termina recurriendo a la ayuda de la detective Vicki Nelson.

### Blood Bank
Este libro consiste en una serie de relatos cortos relacionados con la saga.

## Personajes
- Vicki Nelson: la protagonista principal de La saga de la sangre es Victoria “Vicki” Nelson, una antigua policía que al comienzo de la serie ha dejado el cuerpo policial hace ocho meses, debido a una enfermedad degenerativa de sus ojos que la está dejando progresivamente ciega. Decidida a no renunciar, ahora trabaja como investigadora privada, utilizando sus antiguos contactos en la calle y el departamento de policía de la ciudad de Toronto.
- Henry Fitzroy: en el primer volumen de la saga Vicki conoce al vampiro Henry Fitzroy, hijo bastardo del rey Enrique VIII de Inglaterra, que fingió su muerte y desde entonces ha sobrevivido al paso de los siglos. Actualmente reside en Toronto, donde ha asumido la identidad de un escritor de novela rosa. Desde los comienzos de la saga se convierte en compañero y amante de Vicki

Como vampiro debe alimentarse de sangre, aunque tiene un profundo código de honor y moralidad que le lleva a evitar matar innecesariamente, salvo en defensa propia. También debido a su vampirismo, permanece completamente indefenso durante el día y debe evitar los rayos del sol. 
- Mike Cellucci:  Michael “Mike” Cellucci es un sargento detective de la policía de Toronto, antiguo compañero y amante de Vicki. Cuando descubre la existencia de Henry Fitzroy inicia una rivalidad con él, considerándolo un competidor debido a su afecto con Vicki. No obstante, a medida que progresa la saga comienza a desarrollar más respeto y aprecio por él.
- Marjory Nelson:  la madre de Vicki, es una mujer anciana y protectora que reside en Kingston, pero que a menudo habla con su hija por teléfono, preocupándose por su estado y deseando que se case.
- Tony Foster:  Anthony Foster es uno de los contactos de Vicki Nelson en las calles de Toronto. Un muchacho sin hogar y ocasional prostituto, tras salvar con su sangre a Henry Fitzroy, el vampiro lo ayuda a salir de la calle y lo convierte en su protegido y amante.

## Adaptación televisiva
La saga de la sangre fue adaptada para televisión con el nombre de Blood ties.

## Secuela
La escritora Tanya Huff publicó una serie posterior a La saga de la sangre titulada Smoke . En ella los protagonistas son Tony Foster, que ahora trabaja en Vancouver para la televisión y Henry Fitzroy, dedicándose a resolver misterios y combatir amenazas sobrenaturales.
- Datos: Q5968040